# Communauté de communes du Piémont Cévenol
La communauté de communes du Piémont Cévenol est une communauté de communes française, située dans le département du Gard en région Occitanie.

## Historique
La communauté de communes  a été créée par la fusion  le 1er janvier 2013 des communautés de communes Coutach Vidourle, Cévennes-Garrigues et Autour de Lédignan.
Le 22 septembre 2012, les élus de l'intercommunalité adoptent le nom de Piémont Cévenol.

## Territoire  communautaire

### Description
L'intercommunalité administre un territoire rural occupé très largement par des espaces naturels et agricoles, situé à l'ouest du département du Gard, du pied des premières vallées cévenoles méridionales jusqu'aux plaines viticoles du nord sommiérois, voire du sud alésien.

### Composition
La communauté de communes est composée des 34 communes suivantes :

| Nom                                 | Code Insee | Gentilé         | Superficie (km2) | Population (dernière pop. légale) | Densité (hab./km2) |
| ----------------------------------- | ---------- | --------------- | ---------------- | --------------------------------- | ------------------ |
| Quissac (siège)                     | 30210      | Quissacois      | 23,32            | 3 449 (2022)                      | 148                |
| Aigremont                           | 30002      | Aigremontois    | 12,55            | 777 (2022)                        | 62                 |
| Bragassargues                       | 30050      | Bragassarguois  | 7,49             | 168 (2022)                        | 22                 |
| Brouzet-lès-Quissac                 | 30054      | Brouzetais      | 15,94            | 299 (2022)                        | 19                 |
| La Cadière-et-Cambo                 | 30058      | Cadiéborois     | 11,97            | 229 (2022)                        | 19                 |
| Canaules-et-Argentières             | 30065      | Canautiérois    | 10,06            | 477 (2022)                        | 47                 |
| Cardet                              | 30068      | Cardésiens      | 8,29             | 922 (2022)                        | 111                |
| Carnas                              | 30069      | Carnassois      | 15,49            | 540 (2022)                        | 35                 |
| Cassagnoles                         | 30071      | Cassagnolais    | 5,19             | 448 (2022)                        | 86                 |
| Colognac                            | 30087      | Colognacois     | 12,3             | 202 (2022)                        | 16                 |
| Conqueyrac                          | 30093      | Conqueyracois   | 27,18            | 115 (2022)                        | 4,2                |
| Corconne                            | 30095      | Corconnois      | 12,98            | 620 (2022)                        | 48                 |
| Cros                                | 30099      | Crosois         | 16,94            | 256 (2022)                        | 15                 |
| Durfort-et-Saint-Martin-de-Sossenac | 30106      | Durnacois       | 16,28            | 757 (2022)                        | 46                 |
| Fressac                             | 30119      | Fressacois      | 5,89             | 161 (2022)                        | 27                 |
| Gailhan                             | 30121      | Gailhanois      | 5,53             | 296 (2022)                        | 54                 |
| Lédignan                            | 30146      | Lédignanais     | 6,93             | 1 520 (2022)                      | 219                |
| Liouc                               | 30148      | Lioucois        | 9,64             | 330 (2022)                        | 34                 |
| Logrian-Florian                     | 30150      | Logrianais      | 8,58             | 263 (2022)                        | 31                 |
| Maruéjols-lès-Gardon                | 30160      | Maruéjolois     | 3,82             | 275 (2022)                        | 72                 |
| Monoblet                            | 30172      | Monoblétois     | 21,33            | 780 (2022)                        | 37                 |
| Orthoux-Sérignac-Quilhan            | 30192      | Orsérilhanois   | 13,98            | 439 (2022)                        | 31                 |
| Pompignan                           | 30200      | Pompignanais    | 41,31            | 914 (2022)                        | 22                 |
| Puechredon                          | 30208      | Puechredonais   | 8,08             | 48 (2022)                         | 5,9                |
| Saint-Bénézet                       | 30234      | Bénézetois      | 6,3              | 291 (2022)                        | 46                 |
| Saint-Félix-de-Pallières            | 30252      | Saint-Félisiens | 18,87            | 201 (2022)                        | 11                 |
| Saint-Hippolyte-du-Fort             | 30263      | Cigalois        | 29,38            | 3 739 (2022)                      | 127                |
| Saint-Jean-de-Crieulon              | 30265      | Crieulonois     | 5,57             | 254 (2022)                        | 46                 |
| Saint-Nazaire-des-Gardies           | 30289      | Saint-Nazarans  | 11,29            | 81 (2022)                         | 7,2                |
| Saint-Théodorit                     | 30300      | Théodoritois    | 8,75             | 550 (2022)                        | 63                 |
| Sardan                              | 30309      | Sardanois       | 6,24             | 352 (2022)                        | 56                 |
| Sauve                               | 30311      | Sauvains        | 31,56            | 1 956 (2022)                      | 62                 |
| Savignargues                        | 30314      | Savignarguois   | 2,77             | 238 (2022)                        | 86                 |
| Vic-le-Fesq                         | 30349      | Vicois          | 9,63             | 582 (2022)                        | 60                 |

### Démographie
| 1968   | 1975   | 1982   | 1990   | 1999   | 2010   | 2015   | 2021   |
| ------ | ------ | ------ | ------ | ------ | ------ | ------ | ------ |
| 13 473 | 13 155 | 13 589 | 15 002 | 16 209 | 20 303 | 21 394 | 22 301 |

## Organisation

### Siège
La communauté de communes a son siège à Quissac, 13 bis rue du Docteur Rocheblave.

### Élus
La communauté de communes est administrée par son conseil communautaire, composé; en 2018, de 56  conseillers municipaux représentant chacune des  communes membres et répartis de la manière suivante en fonction de leur population : 

- 9 délégués pour Saint-Hippolyte-du-Fort ;

- 7 délégués pour Quissac ;

- 5 délégués pour Sauve ;

- 3 délégués pour Lédignan, Pompignan ; 

- 2 délégués pour Cardet ; 

- 1 délégué ou son suppléant pour les autres communes.
Après les élections municipales de 2014 dans le Gard, le conseil communautaire renouvelé avait réélu son président, Olivier Gaillard. Celui-ci, élu député du Gard en 2017et contraint par la législation limitant le Cumul des mandats en France, a démissionné de son mandat de président.
Le conseil communautaire du 19 juillet 2017 a donc élu son successeur jusqu'aux élections municipales de 2020 dans le Gard, qui est Fabien Cruveiller, maire de Cardet. Il est assisté pour la fin de cette mandature par 12 vice-présidents, qui sont : 
1. Bruno Olivieri, maire de Saint-Hippolyte, chargé de l'eau et assainissement,
2. Nicolas Drevon, conseiller municipal de Quissac, chargé du tourisme et patrimoine,
3. Bernard Cauvin, maire de Lédignan, chargé de la communication,
4. Sabine Dumazert, conseillère municipale à Sauve, chargée du développement économique,
5. Stéphanie Laurent, maire de Savignargues, chargé de l'enfance,
6. Laurent Martin, maire de Fressac, chargé des sports,
7. Philippe Castanon, maire de Monoblet, chargé de la  jeunesse, de l'accessibilité, des bâtiments et des espaces verts,
8. Joël Roudil, maire de Carnas, chargé de l'environnement et de la transition énergétique,
9. Cyril Moh, conseiller municipal d'opposition à Saint-Hippolyte-du-Fort, chargé de la culture et de la lecture publique,
10. Serge Cathala, maire de Quissac, chargé de l'aménagement de l'espace,
11. Jacques Dautheville, maire de Conqueyrac, chargé de la gestion des milieux aquatiques et prévention des inondations (GEMAPI),
12. Lionel Jean, maire de Corconne, chargé de l'emploi, de la formation et de l'insertion.

### Liste des présidents
| Période        | Période      | Identité          | Étiquette    | Qualité |
| -------------- | ------------ | ----------------- | ------------ | --- |
| 2 janvier 2013 | juillet 2017 | Olivier Gaillard  | PS puis LREM | Adjoint au maire de Sauve Conseiller départemental (2015 → ) Député (depuis 2017) Démissionnaire à la suite de son élection comme député |
| juillet 2017   | En cours     | Fabien Cruveiller |              | Maire de Cardet (2011 → ) |

### Compétences
L'intercommunalité exerce les compétences qui lui ont été transférées par les communes membres, dans les cionditions déterminées par le code général des collectivités territoriales. Il s'agit, en 2018, de : 
- Aménagement de l'espace : création de ZAC à vocation économique, schéma de cohérence territoriale (SCoT)...
- Urbanisme : plan local d'urbanisme (PLU), cartes communales...
- Développement économique ;
- Gestion des milieux aquatiques et prévention des inondations (GEMAPI) ;
- Aire d'accueil des gens du voyage ;
- Déchets ;
- Protection et mise en valeur de l'environnement ;
- Politique du logement et du cadre de vie ;
- Politique de la ville ;
- Voirie dans  la ZAM Combe Martèle à Sauve, de la ZA des Batailles à St Hippolyte du Fort et de la ZA du Coutach à Liouc ;
- Equipements sportifs, culturels, scolaires  reconnus d'intérêt communautaire ;
- Actions sociales (structures d’accueil d’intérêt communautaire, actions d’intérêt communautaire en direction des enfants, des adolescents et des jeunes adultes, actions sociales d'intérêt communautaire, actions en matière d’emploi formation ;
- Culture (réseau de lecture publique, pôle culturel assurant la diffusion de spectacles vivants, aide à la création, manifestations pluridisciplinaires dans le domaine des arts visuels avec scénographie, cinéma itinérant...)
- Assainissement non collectif ;
- Tourisme ;
- Actions en faveur de la protection et de la conservation des eaux superficielles et souterraines, dispositifs de surveillance de la ressource en eau et des milieux aquatiques d'intérêt de bassin...

### Régime fiscal et budget
La communauté de communes est un établissement public de coopération intercommunale à fiscalité propre.
Afin de financer l'exercice de ses compétences, l'intercommunalité perçoit la fiscalité professionnelle unique (FPU) – qui a succédé à la taxe professionnelle unique (TPU) – et assure une péréquation de ressources entre les communes résidentielles et celles dotées de zones d'activité.
Elle ne verse pas de dotation de solidarité communautaire (DSC) à ses communes membres.

## Projets et réalisations
Conformément aux dispositions légales, une communauté de communes a pour objet d'associer des « communes au sein d'un espace de solidarité, envue de l'élaboration d'un projet commun de développement et d'aménagement de l'espace ».

## Identité visuelle

### Logos
Le premier logo officiel de la Communauté de communes Piémont Cévenol est apparu au début de l'année 2013. Après la fusion entre Coutach-Vidourle, Cévennes et garrigues et Autour de Lédignan. Il rappelle les couleurs de la terre argileuse au pied des cévennes, le Vidourle et les monts qui entourent tout le territoire. 
La communauté de communes a changé de logo en 2022. Celui-ci, plus épuré, permet d'induire des économies à l'impression.

Il représente les atouts du territoire que souhaite promouvoir la collectivité : vert pour les espaces naturels, bleu pour le Gardon et le Vidourle qui le traversent, violet pour le vignoble, jaune pour la terre gorgée de soleil et orange et rouge pour l’aspect dynamique du territoire.

Logo : 2013 - 2022
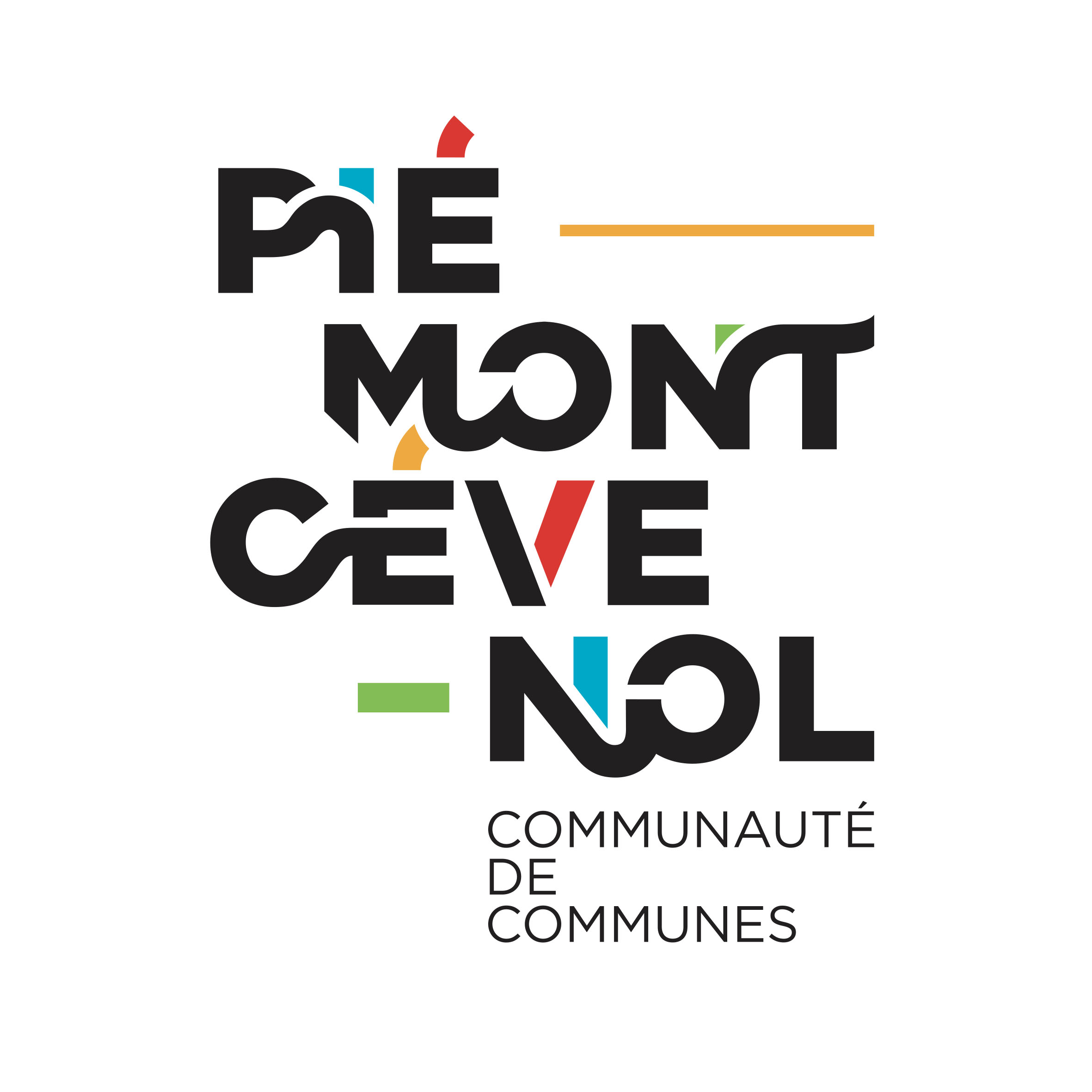
Logo : 2022 - présent